# Anissa Maoulida
Pour les articles homonymes, voir Maoulida.
Anissa Maoulida, née le 26 mai 1997, est une footballeuse internationale comorienne évoluant au poste de milieu de terrain.

## Biographie

### Carrière en club
Anissa Maoulida débute la pratique du football à l'âge de 10 ans à l'ASPTT Blois avant de rejoindre en 2017 le Blois Football 41. Elle évolue à l'Entente Féminine Centre Loire 41 en 2020 ; elle en est la capitaine.

### Carrière en sélection
Elle compte trois sélections avec l'équipe des Comores, toutes obtenues lors du Championnat féminin du COSAFA 2020, en Afrique du Sud ; elle est la capitaine de la sélection qui est éliminée en phase de groupes.

### Carrière d'entraîneur
Elle est nommée sélectionneuse de l'équipe des Comores en septembre 2024 et mène la sélection pour le Championnat féminin du COSAFA en octobre 2024.

## Famille
Elle est la sœur de la footballeuse Assimina Maoulida, qui évolue en équipe de France des moins de 19 ans.